# Séder de Pessa'h

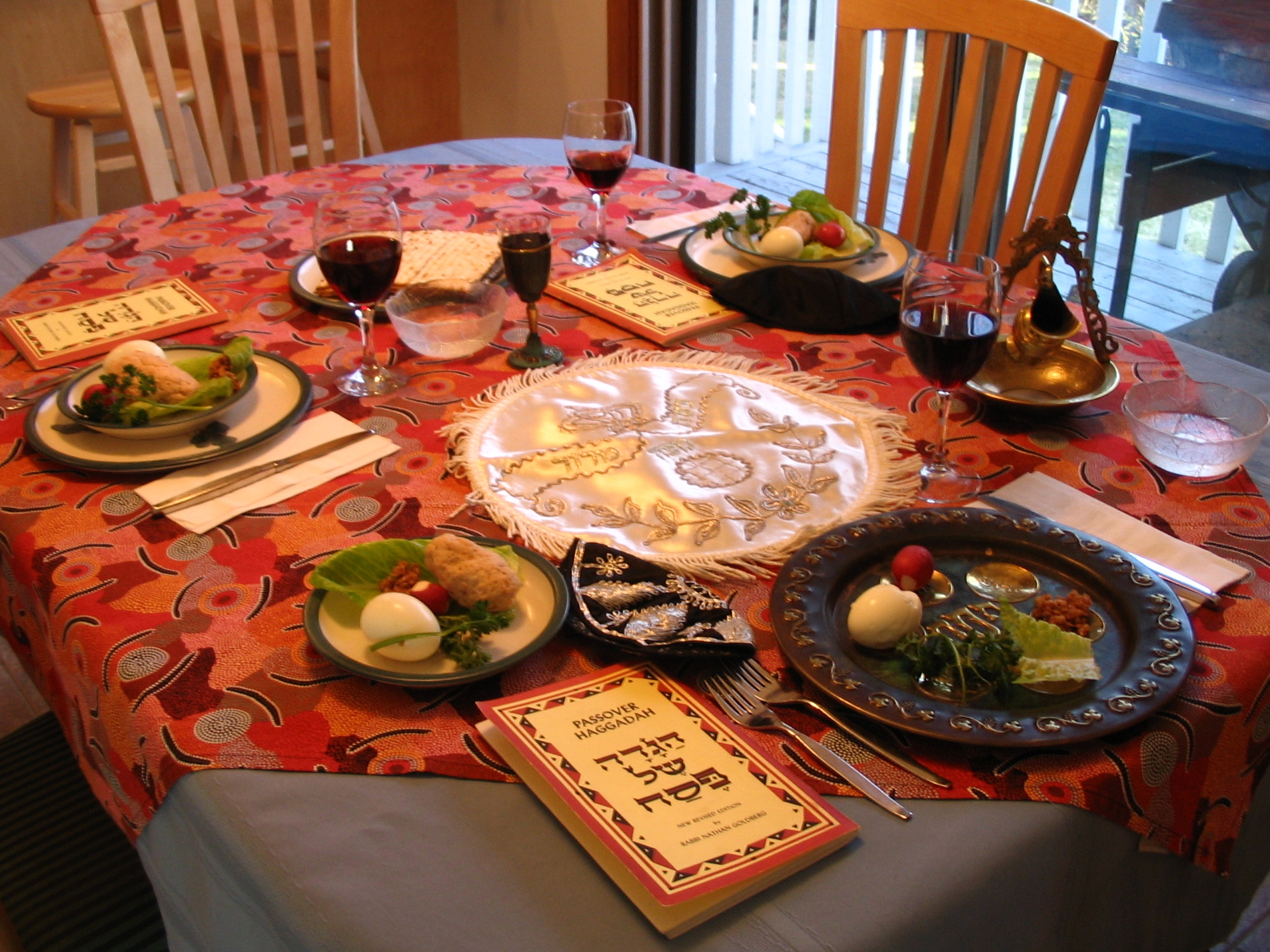
Una taula preparada per al séder de Pessa'h.

El Séder de Pessa'h (en hebreu: סדר של פסח) (en jiddisch: ליל הסדר) és una celebració jueva que marca el començament de la festivitat jueva de Pessa'h. Es duu a terme en la nit del dia 15 de Nissan del calendari hebreu (a la fi del més de març o abril del calendari gregorià). El Pessa'h dura 7 dies a Israel i 8 dies a la diàspora jueva (pels partidaris del judaisme reformat, la duració del Pessa'h és d'una setmana, independentment de la seva ubicació). El séder és un ritual realitzat per una comunitat o per diverses generacions d'una família, la festivitat consisteix en el relat de la història de l'alliberament dels israelites de l'esclavatge en l'antic Egipte. Aquesta història està en el Llibre de l'Èxode (Shemot) en la Bíblia Hebrea.
El mateix séder es basa en el verset bíblic que mana als jueus a explicar la història de l'Èxode d'Egipte. Tradicionalment, les famílies i els amics es reuneixen a la tarda per llegir el text de l'Hagadà, una antiga obra derivada de la Mixnà. L'Hagadà conté la narració de l'Èxode israelita d'Egipte, les benediccions i els rituals especials, els comentaris del Talmud de Babilònia, i les cançons de Pessa'h. Els costums del séder inclouen explicar la història, discutir la història, beure quatre copes de vi caixer, menjar matsà, tastar els aliments simbòlics col·locats en la kearà (el plat del séder de Pessa'h) i gaudir de la festa de la llibertat. El séder es realitza de la mateixa manera per part dels jueus de tot el món. El séder és un dels rituals jueus més celebrats.

### Origen bíblic
En el llibre d'Èxode (Ex. 12, 1-14) es narra l'institució del Séder durant la festa de Pascua. Però amb la diàspora jueva el 70 a.C. els jueus van renunciar menjar un porc immolat durant el sopar pascual. I també, que el sopar pascual se celebrés una vegada s'ha assistit a la liturgia sinagogal.

### Moshé Cordobero
El rabí instaurà la tradició de 15 símbols:
1. Kadesh, recitar el kidush (brindis)
2. Urjatz, netejar-se les mans
3. Karpàs, menjar api
4. Iajatz, dividir la matsà
5. Maguid, relats sobre la història de Pésaj
6. Rojtzà, netejar-se les mans
7. Matsà, presentar pa alís o sense llevat
8. Motzí, menjar la matzà.
9. Maror, menjar herba amargant
10. Korej, menjar herba amargant amb matzà
11. Shuljan Orej, parament de la taula
12. Tsafun, menjar l'aficoman
13. Barej, dir el Bircat ha Mazon
14. Halel, recitar les lloances del Halel
15. Nirtzà, tot ha estat acceptat

### Kearà
La Kearà (Safata Pascual) és un plat que conté 6 aliments-simbòlics.
- Beitzà: és un ou marró, davant la impossibilitat de construir en el Temple un tipus de sacrifici anomenat jaguigá. Simbòlicament, representa la duresa del cor del faraó.
- Zeroa: és un tros de carn rostida com a primer aliment, en recordatori del sacrifici de Pésa'h (que també va ser rostit). Molts es van acostumar a col·locar una pota de pollastre, és a dir, un "braç", per recordar que Déu els va treure d'Egipte amb un braç estès.
- Maror: són les herbes amargues (principalment enciam romà) o rave picant. La maror simbolitza l'amarga esclavitud a Egipte. La fulla d'enciam romà s'utilitza junt amb els matzos per fer un sandvitx anomenat korech.
- Jaroset: és una barreja dolça de pomes picades, mel, canyella i un rajolí de vi rosat (per donar color). El jaroset de color marró i textura pastosa, simbolitza el fang que els avantpassats van utilitzar per a construir els maons en la Terra d'Egipte (Eretz Mitzrayim).

- Karpás: és api (pot ser julivert, patata), símbol de la vida. Després es submergeix en aigua salada, símbol de les llàgrimes i es menja per a recordar que la vida dels nostres avantpassats va ser "banyada" en llàgrimes.
- Jazeret: és l'arrel del rave picant (Armoracia rusticana). De vegades es tritura i es barreja amb remolatxa (Beta vulgaris) per formar una pasta anomenada Jrein.

## El Séder
Consisteix en un banquet familiar (tot i que també pot estar organitzat per escoles, sinagogues o centres comunitaris -que estan oberts al públic en general-). La taula ha d'estar coberta amb unes estovalles blanques (o folrada amb paper blanc), es col·loca la millor vaixella i copes de vi per a tots. Tradicionalment es deixa una cadira de més buida "per al profeta Elies" a qui s'espera que aparegui amb la notícia del messies.

### Kadesh
El Séder s'inicia amb el Kadesh o Kidush, la primera copa (de quatre) proclama de bendició a Déu Creador i es diu: "Baruj atá Adonai, elojeinu melej haolam, bore peri hagafen" (Beneït ets tu Senyor, nostre Deu, rei de l'univers, creador del fruit de la vida). Les quatre copes celebren els quatre verbs utilitzats en el missatge de Déu a Moisès en Èxode (o Shemot) 6:6-7: els treuré (de l'opressió egípcia), els salvaré (del seu treball), els redimiré (amb el braç estès), els agafaré (per a Mi com a poble i seré per vosaltres dos).

### Urjatz
S'afectua la primera ablució de mans de la nit (sense bendició).

### Karpas
Cada participant del Sopar agafa verdures banyades en aigua salada mentre ora dient: "...boré pri haadamá" (que significa "...Creador de la fruita de la terra"). Recordant així les llàgrimes vessades pels avantpassats en temps de l'esclavitud.

### Yajatz
S'agafa el matsà central dels tres que hi ha i es parteix per la meitat. S'embolica el tros més gros dins d'un tovalló especial bo i convertint-se així en el afikoman (que s'ingereix després del banquet, abans de la benedicció d'agraïment pels aliments - el Bircat Hamazon, perquè perduri en la boca el sabor de la matsà, ja que la seva ingestió constitueix el moment més important de la nit).

### Maguid
Es relata la història de la partida del poble d'Israel d'Egipte, mentre els pares responen a la pregunta dels nens, la primera és: "¿Ma nishtaná halaila hazé micol haleilot?" (Per què aquesta nit és diferent de totes les altres nits?)

### Rajtzah
La segona ablució amb l'oració: "...Al Netilat Iadaim" ("...que ens vas ordenar l'ablució de mans") procedint immediatament a menjar la matsà.

### Motzí-matzá
Es comença el banquet ingerint matsà. Abans de l'ingestió es reciten dues bendicions:
1. "...hamotzí lejem min haaretz" ("...que extreus el pa de la terra")
2. "...asher kidshanu bemitzvotav vetzivanu al ajilat matzá" ("... que ens vas consagrar amb els Teus preceptes i ens vas ordenar ingerir pa sense llevat")

### Maror
S'ingereixen les herbes amargues, amb la benedecció: "...asher kidshanu bemitzvotav vetzivanu al ajilat maror" ("...que ens vas consagrar amb els Teus preceptes i ens vas ordenar la ingestió d'herbes amargues).

### Korej
Es col·loca la jazeret (enciam) entre dos troços de matsà (fent un sandvitx) i es pronuncia un text per recordar el Temple i els costums de Hillel, menjant no menys de 25 grams d'aquest aliment que el sabi acostumaba a preparar.

### Shulján Orej
Es tracta del banquet festiu en si.
Les comunitats sefardites acostumaven a incloure en el seu banquet lleguminoses com arròs, cacahuets, llavors de girasol, etc. Les comunitats asquenazites, per la seva part, van prohibir el ús de lleguminoses, ja que en molts casos la farina es veia semblant a la dels cereals, buscant així evitar confusions.

### Tzafun
Al concloure el banquet es pren el afikomán que ha estat amagat durant la nit del Seder i es menja abans de començar el Birkat Hamazón (la benedicció final)

### Bareich
Benedicció i tercera copa que es pren després del sopar. És la copa de redempció, per a recordar el vessament de la sang de l'anyell que va identificar les cases dels israelitas al àngel exterminador a Egipte.

### Hallel
Es pronuncia un capítol de lloances pels miracles i meravelles que acompanyaren els jueus a la sortida d'Egipte: es llegeixen dels Salms 113 a 118 ("petit Hallel"), després el Salm 136 o "Gran Hallel".
Després de la benedicció final: "Baruj atá H' melej mehulal batishbajot" ("Beneït ets Tú H, Rey enaltit en lloances) es procedeix a beure la quarta i última copa de vi de la nit, recitant-se immediatament la benedicció final corresponent.

### Barej
Es recita la benedicció d'agraïment pels aliments, Birkat Hamazon, la qual inclou "yaalé veiavó ", que s'agrega a la benedicció tots els dies de Pessa'h i es pren la quarta copa de vi.

### Nirtzà
El capítol final de la Hagadà, en el qual s'expressa el desig de que tot el que s'ha realitzat durant la nit hagi agradat a Déu. S'acaba amb una oració conjunta: Leshaná habaá birushalaim habenuiá (L'any vinent a Jerusalem reconstruïda).
Una vegada acabat el Séder, les comunitats reciten poemes al·lusius a la festivitat. Aquests agregats són obra de compositors grans i amb renom com Yanai, Rabí Eliezer de Kalir i d'altres.